# Mohamed Fawzi (General)

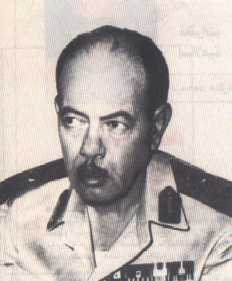
Mohamed Fawzi

Mohamed Fawzi Hachwa (arabisch محمد فوزي حاخوا, DMG Muḥammad Fawzī Ḥāḫwā; * 5. März 1915 in ʿAbbāsīya, Kairo, Sultanat Ägypten; † 16. Februar 2000 in Heliopolis, Kairo, Ägypten) war ein ägyptischer General und Politiker, der als Verteidigungsminister diente.

## Leben

### Ausbildung
Fawzi wurde am 5. März 1915 in al-ʿAbbāsīya, einem Viertel in Kairo, als Sohn von Amin Fawzi, einem hochrangiger Offizier in der ägyptischen Armee, geboren. Er besuchte die Ägyptische Königliche Militärakademie, machte dort 1936 seinen Abschluss und wurde zum Dienst in den Flugabwehrtruppen geschickt. 1952 machte er an der Ägyptischen Königlichen Militärakademie seinen Master-Abschluss.

### Karriere
Während des Zweiten Weltkriegs diente er in Militäreinheiten, die an der Mittelmeerküste von Marsa Matruh bis Alexandria stationiert waren. Während des Palästinakrieges, wo Fawzi von einer Landmine verletzt wurde, traf er 1948 zum ersten Mal Gamal Abdel Nasser und diente als Kommandeur der Flugabwehrartillerie in Dayr Sunayd (in der Nähe von Jad Mordechai). Nach Kriegsende diente Fawzi als Lehrer für Topografie an einer Militärschule und lehrte seit 1951 gemeinsam mit Gamal Abdel Nasser an der Militärakademie in Heliopolis. Nach dem Militärputsch in Ägypten 1952 blieb Fawzi erst Lehrer und wurde 1957 von Nasser zum Kommandanten der Militärakademie ernannt. 1961 leitete Fawzi die ägyptische Militärmission als Teil der UN-Streitkräfte im Kongo.
Ende 1962 wurde Fawzi zum Kommandeur der ägyptischen Expeditionstruppe im Nordjemen ernannt und leitete Militäroperationen gegen die von Saudi-Arabien unterstützte monarchistische Opposition. Zu dieser Zeit arbeitete Fawzi mit Anwar as-Sadat zusammen, einem Mitglied des Präsidialrats der Vereinigten Arabischen Republik, der zum politischen Vertreter von Präsident Nasser in der Jemenitischen Arabischen Republik ernannt wurde. Im März 1964 wurde er zum Militärgeneralsekretär der Arabischen Liga und entwickelte 1966 zusammen mit dem syrischen Generalmajor Hafiz al-Assad Pläne für einen gemeinsamen syrisch-ägyptischen Militäreinsatz. Im März 1964 wurde Fawzi zum Stabschef ernannt, ein Posten, den er bis zum Sechstagekrieg im Juni 1967 innehatte. Nach dem Krieg trat Fawzi von seinem Amt zurück und wurde von Abdul Munim Riad im Posten ersetzt.
Nach der Niederlage im Sechstagekrieg wurde er am 11. Juni 1967 zum Generalkommandanten ernannt und ersetzte Abd al-Hakim Amer. Nasser beauftragte ihn mit der Wiederherstellung der Armee. Amer und seine Verbündeten protestierten gegen den Umtausch. Ungefähr 600 Offiziere, die Amer treu ergeben waren, belagerten das Hauptquartier der Armee und forderten Amers Wiedereinstellung. Sie drohten Fawzi zu verdrängen. Die Spannungen zwischen Amer, der einen Staatsstreich plante, und Nasser nahmen zu. Es wurde ein Plan zur Festnahme von Amer gemacht. Nasser konnte ihn davon überzeugen, sich in seinem Haus zu treffen. Während Amer bei Nasser zu Hause war, führte Fawzi eine Armeeübernahme von Amers Villa durch und beschlagnahmte dreizehn Lastwagenladungen Waffen die in Amers Besitz waren.
Im Januar 1968 wurde Fawzi zum Verteidigungsminister ernannt. Im selben Jahr wurde er auch eines der Mitglieder des Obersten Exekutivkomitees von Ägypten. Fawzi nahm den Tod von Nasser 1970, den er sehr verehrte, sehr schmerzlich in Kauf und war einer von denen, die sich an Nassers Sterbebett befanden.

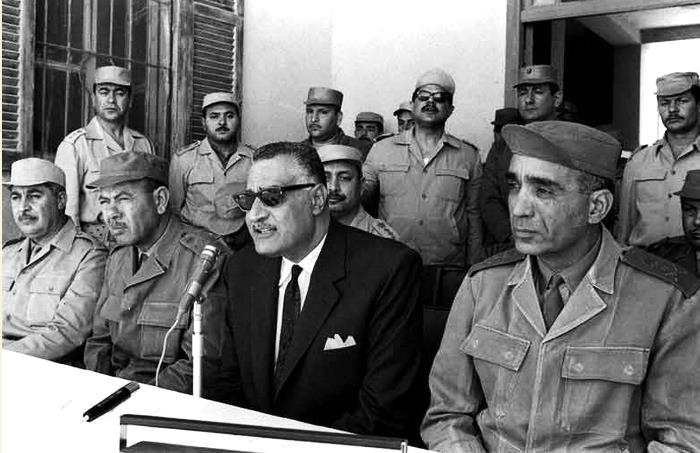
Fawzi (zweiter von links) mit Präsident Gamal Abdel Nasser (zweiter von rechts) und Stabschef Abdul Munim Riad (erster von rechts) am Suezkanal während des Abnutzungskrieges mit Israel, Februar 1968

Fawzi diente während der Ära des nächsten Präsidenten Anwar as-Sadat weiterhin als Verteidigungsminister. Fawzi wurde zu einer der Schlüsselfiguren in der nasseristischen Opposition gegen den neuen Präsidenten und unterstützte Premierminister Ali Sabri. Fawzi und sechs weitere Minister traten im Mai 1971 aus Protest gegen as-Sadats Politik von ihrem Amt zurück. Muhammad Sadiq ersetzte Fawzi als Verteidigungsminister.

### Festnahme und Verurteilung
Unmittelbar nach seinem Rücktritt wurde Fawzi wegen seiner mutmaßlichen Beteiligung an einem Putschversuch im Zuge einer politischen Säuberung festgenommen. Im Mai 1971 gab as-Sadat bekannt, dass Fawzi unter Hausarrest stehe. Fawzi wurde vor Gericht gestellt und zu einer lebenslangen Haft verurteilt. Seine Strafe wurde im Dezember 1971 von Sadat auf 15 Jahre Zwangsarbeit reduziert.  Fawzi wurde 1974 aus gesundheitlichen Gründen und wegen seines militärischen Hintergrunds begnadigt.

### Späte Jahre und Tod
In Fawzis späten Jahren veröffentlichte er Bücher über militärische Themen und hielt Vorträge. Auch veröffentlichte er eine Biografie. Er schloss sich der Arabisch-Demokratischen Nasseristischen Partei an und war Mitglied ihres Politbüros.
Mitte Februar 2000 wurde er schwerkrank in ein Krankenhaus gebracht, wo er ins Koma fiel. Fawzi starb am 16. Februar 2000 in Heliopolis, Kairo. Er war verheiratet und Vater von zwei Söhnen und vier Töchtern. Präsident Husni Mubarak war zu Ehren von Fawzis Leistungen und in Anerkennung seines Engagements und seiner Verdienste bei der Beerdigung anwesend.